# Friedhofskapelle Hl. Kreuz (Schlehdorf)

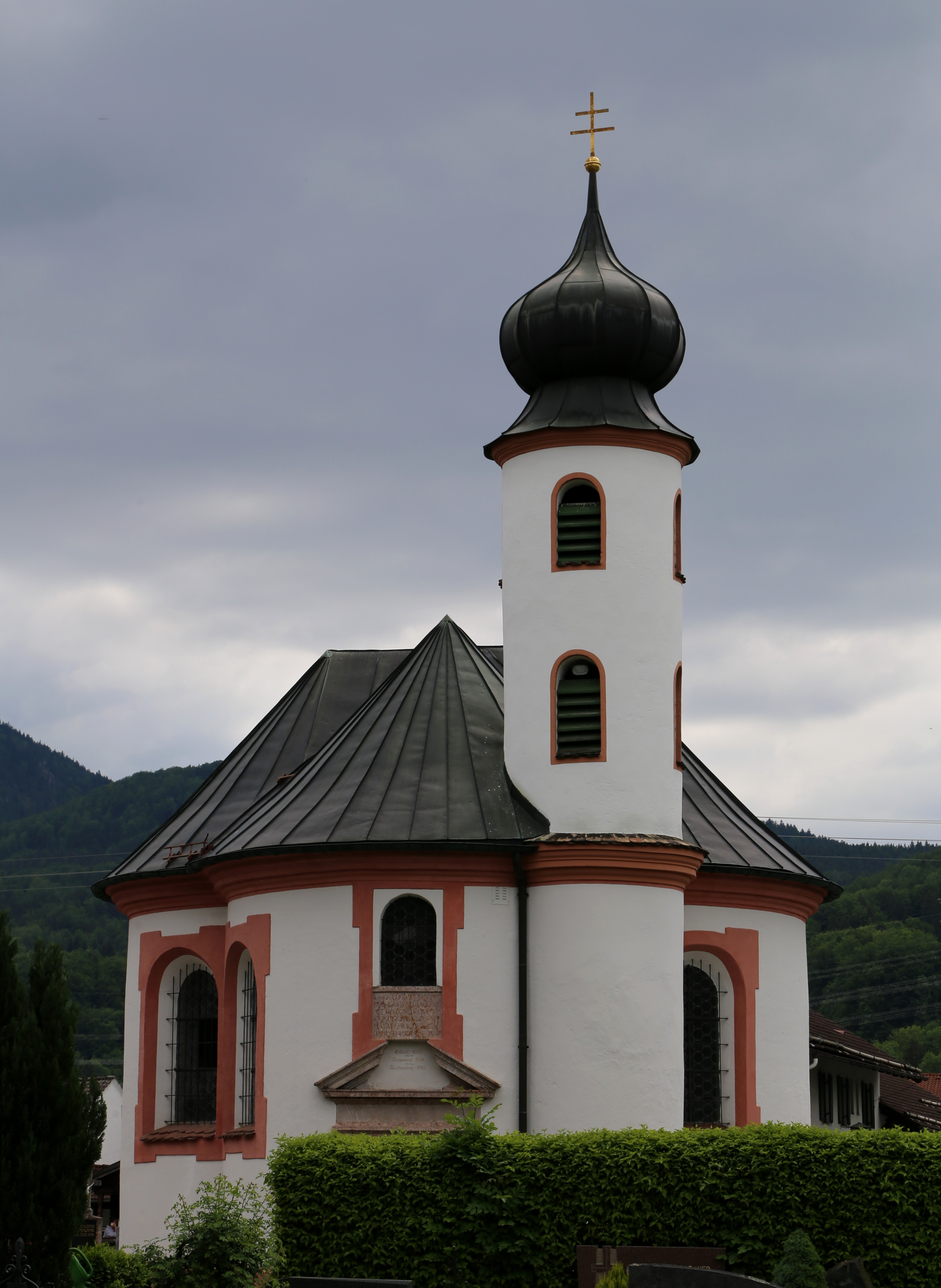
Friedhofskapelle Hl. Kreuz von Osten

Die römisch-katholische Friedhofskapelle Hl. Kreuz in Schlehdorf im oberbayerischen Landkreis Bad Tölz-Wolfratshausen gehört als Teil der Pfarrei St. Tertulin Schlehdorf im Pfarrverband Heimgarten-Schlehdorf-Ohlstadt-Großweil zum Dekanat Werdenfels des Erzbistums München und Freising. Das Gotteshaus mit der Adresse Kocheler Straße 15 steht inklusive ihrer Ausstattung unter Denkmalschutz.

## Geschichte

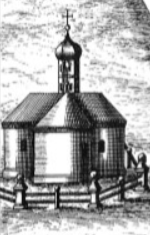
Hl.-Kreuz-Kapelle auf einem Stich von Michael Wening (um 1700)

Die Kapelle wurde 1693 erbaut. Ab 1784 wurde der Friedhof vom alten Kloster zur Hl.-Kreuz-Kapelle verlegt, die seitdem als Friedhofskapelle dient.

## Beschreibung und Ausstattung

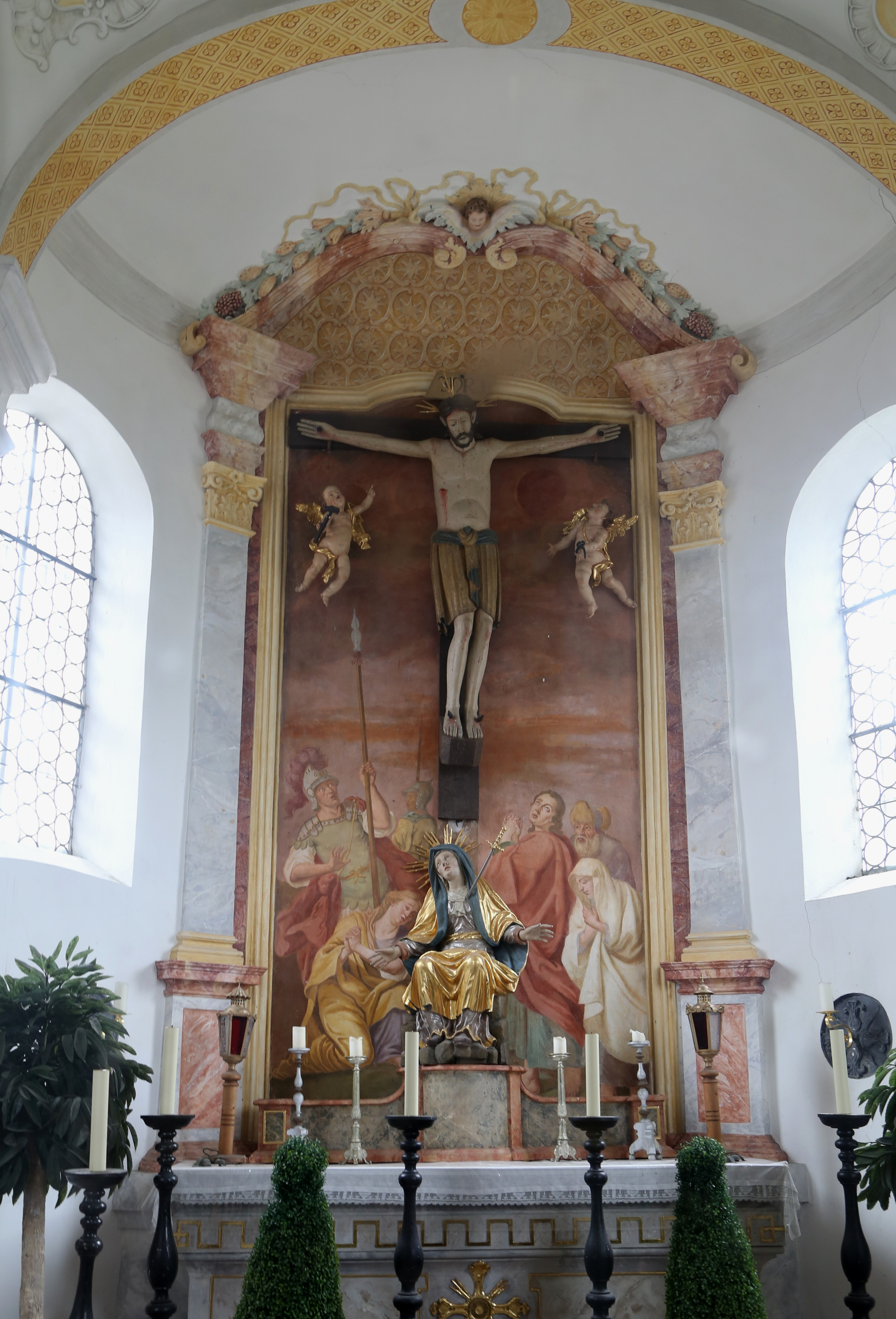
Innenansicht

Der barocke Zentralbau mit vier Konchen besitzt im Osten einen Zwiebelturm.
Die Kapelle enthält ein etwa zwei Meter hohes, romanisches Viernagel-Kruzifix, das aus dem Kloster Schlehdorf stammt. Es wird eingerahmt von barockem Stuck und Putti. Das Kruzifix weist starke Ähnlichkeiten zum Schaftlacher Kreuz auf, das um 1000 entstand. Beim Schlehdorfer Kreuz schwanken die Datierungen zwischen 970 und 1200. Zu Füßen des gekreuzigten Christus sitzt eine barocke Figur der Mater Dolorosa.
Das Deckenfresko von Franz Kirzinger zeigt die Kreuzauffindung.